# Johann Siebmacher

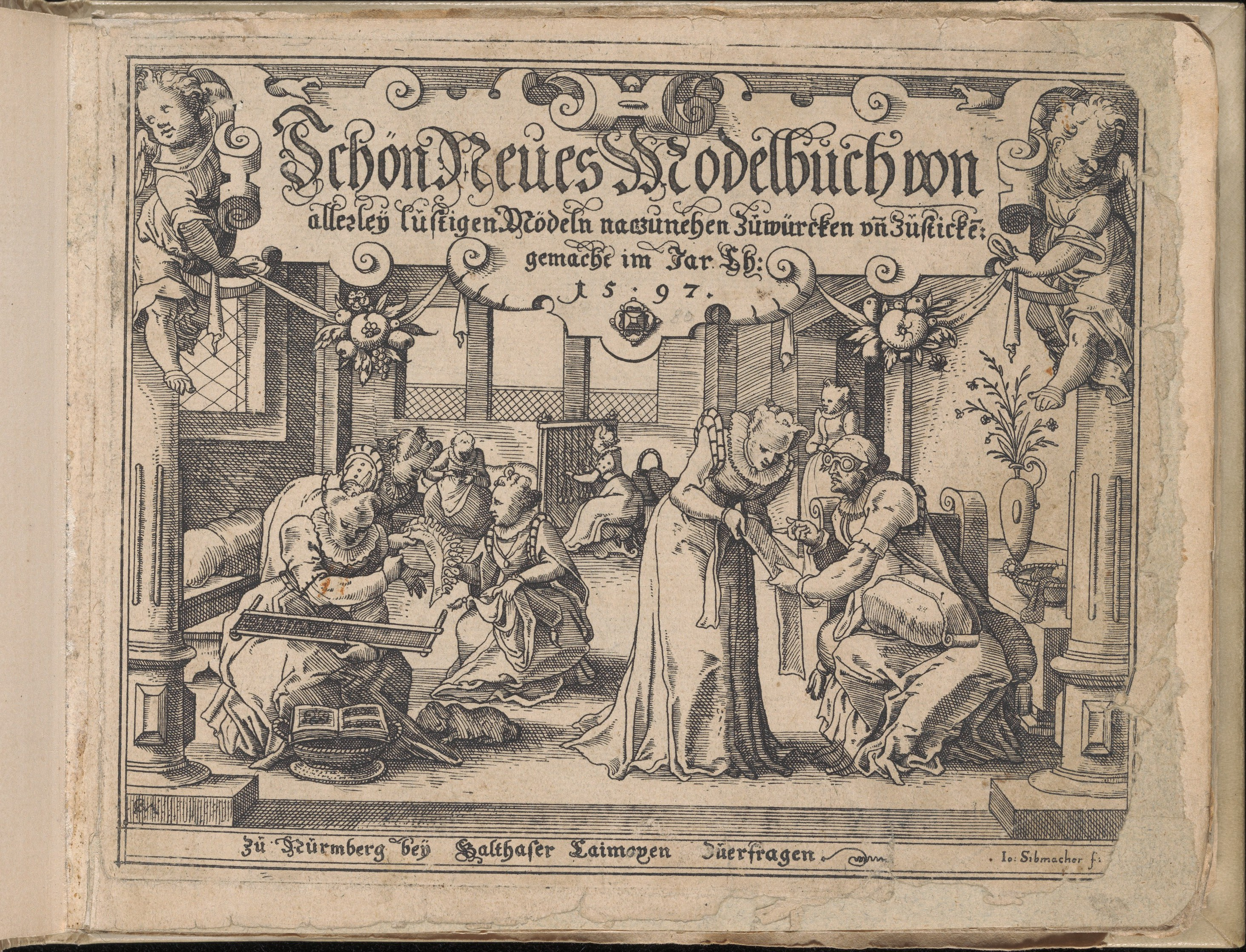
Signatur: Io:Sibmacher

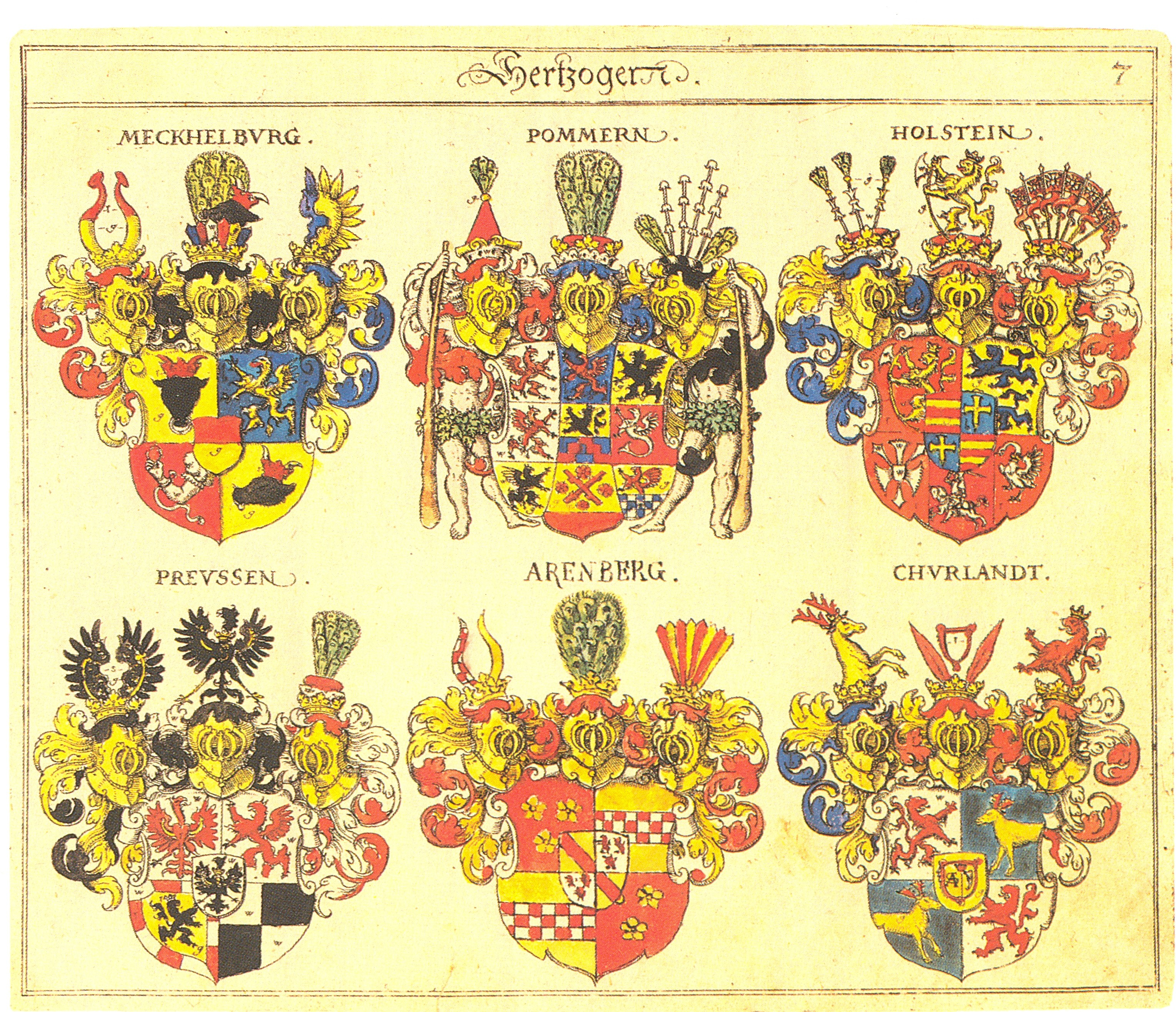
Wappen einiger Herzöge aus der Neuauflage Siebmachers Wappenbuch von Horst Appuhn (20. Jahrhundert)

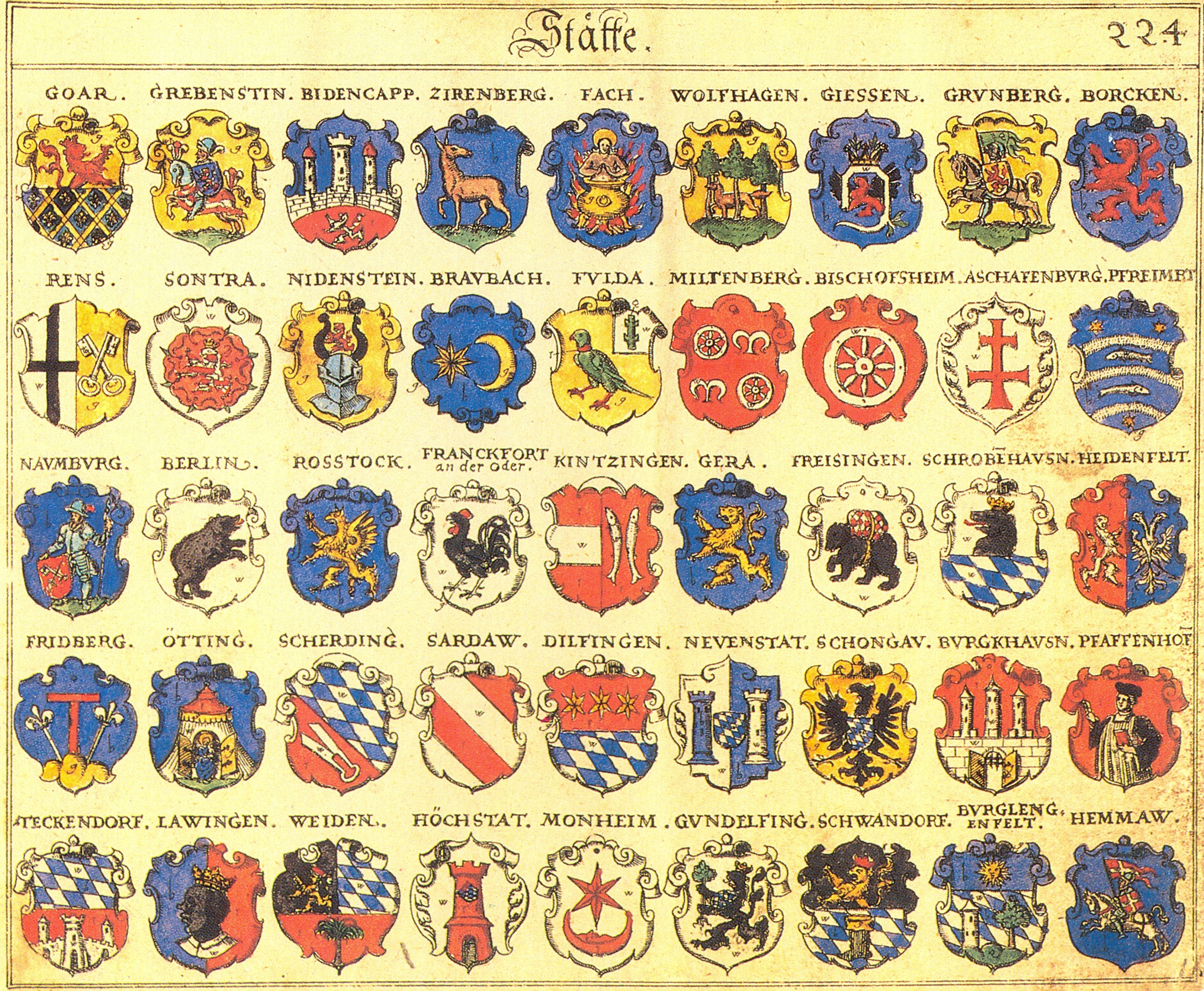
Stadtwappen aus der Neuauflage Siebmachers Wappenbuch von Horst Appuhn (20. Jahrhundert)

Johann Ambrosius Siebmacher (auch Hans Sibmacher und Syber; * 1561 in Nürnberg; † 23. März 1612 ebenda) war ein deutscher Wappenmaler, Kupferstecher, Radierer und Verleger.
Im Jahr 1601 nannte sich Siebmacher in einer Eingabe an Kaiser Rudolf II. „Radierer und Bürger zu Nürnberg“. Er war Autor und Begründer eines später noch vielfach aufgelegten Wappenbuches, einer wichtigen Quelle der Heraldik des deutschen Sprachraums.
Von Siebmacher selbst stammt nur das Wappenbüchlein von 1596 (19 Wappentafeln mit Kupferstichen von Friedrich Dürer) und das Newe Wappenbuch …, das in zwei Bänden in den Jahren 1605 (264 Tafeln) bzw. 1609 (164 Tafeln) herausgegeben wurde. Weitere Teile und Ergänzungsbände wurden bis 1806 – teilweise auch unter anderen Namen – veröffentlicht (siehe z. B. Weigelsches Wappenbuch). Insgesamt wurden im Rahmen des Projektes rund 19.000 Wappen dargestellt.
In Anlehnung an das Werk erschienen in den Jahren 1854–1967 ausnahmslos in Nürnberg (einmal in Graz gedruckt) beim Verlag Bauer & Raspe (Verlagsgruppe Degener & Co) zahlreiche umfassende Wappensammlungen unter dem Werktitel J. Siebmacher’s großes und allgemeines Wappenbuch. Auch Nachdrucke erschienen, beispielsweise 1905.

## Herkunft
Seine Eltern waren der Straßburger Kannengießer Hans Siebmacher († 1572) und dessen Ehefrau Katharina Rinder (1534–1577), die Tochter eines Rotfärbers. Sein Vater war nach Nürnberg gezogen und dort seit 1534 Zinngießermeister und Bürger. Hans Siebmacher hatte vier Brüder, von denen Georg (1563–1602) und Peter (1570–1602) ebenfalls Zinngießer in Nürnberg wurden.

## Leben
Er war etwa 11 Jahre alt, als der Vater starb. Er kam unter die Vormundschaft des Kannengießers Nicolaus Horchaimer († 1583). Vermutlich erlernte er dort auch dessen Handwerk. Die Brüder Georg und Peter wurden offenbar anderswo ausgebildet, denn sie sind in den Verzeichnissen der Nürnberger Kannengießerlehrjungen nicht erwähnt. Wann oder wo er eine Ausbildung als Radierer erhielt, ist nicht bekannt. Erste Arbeiten sind auf das Jahr 1590 datiert.
Ersten Ruhm erwarb er sich durch eine Ornamentstichsammlung, die Vorlagen für die Nürnberger Goldschmiede enthielt. 1597 veröffentlichte er Schön Neues Modelbuch von allerleÿ lustigen Mödeln naczunehen Zuwürcken unn Zustikken.
Es war das erste Modelbuch mit Vorlagen im Kupferstich überhaupt. Sein zweites Buch wurde 1601 Newes Modelbuch in Kupffer gemacht. Es erlebte in den nachfolgenden Jahren mehrere Neuauflagen. Das Werk war so umfangreich, dass er mit mehreren anderen Stechern zusammengearbeitet haben muss. Daneben illustrierte er Landkarten, Bücher und veröffentlichte Stadtansichten (beispielsweise von Nürnberg). Bekannt ist er heute vor allem durch sein Wappenbuch, dessen erster Vorläufer bereits 1596 veröffentlicht wurde.
Das Buch wurde später mehrmals überarbeitet und stark erweitert.
Kurz nach seinem Tod verkaufte seine Frau die Druckplatten. Nach dem Tod ihres zweiten Mannes verkaufte sie 1653 einen Restbestand und die Kupferplatten zum Wappenbuch an Paulus Fürst. Der Nürnberger Buch- und Kunsthändler hatte durch Heirat Sortiment und Verlag des Balthasar Caymox übernommen, der schon zuvor Werke von Siebmacher gedruckt hatte.

## Familie
Er heiratete um 1591 Anna Sophie N.N. († 1653). Das Paar hatte zehn Kinder, darunter:
- Hans Melchior (* 1591, † nach 1625), Goldschmied
- Johann (1607–1629), Zinngießer
- Anna Sophia (1596–1640) ⚭ N.N. Krieger
- Barbara (* 1600) ⚭ N.N. Held
- Gertraud (1612–1634)

Seine Witwe heiratete später den Kaufmann Leonhard Steurer aus St. Oswald in Oberösterreich.